# Epidendrum robustum
Epidendrum robustum é uma espécie de planta do gênero Epidendrum e da família Orchidaceae.

## Taxonomia
A espécie foi descrita em 1906 por Alfred Cogniaux. O seguintes sinônimo já foi catalogado:
- Epidendrum josianae  M.Frey & V.P.Castro

## Forma de vida
É uma espécie rupícola e herbácea.

## Conservação
A espécie faz parte da Lista Vermelha das espécies ameaçadas do estado do Espírito Santo, no sudeste do Brasil.

## Distribuição
A espécie é endêmica do Brasil e encontrada nos estados brasileiros de Espírito Santo, Minas Gerais e Rio de Janeiro.
A espécie é encontrada no domínio fitogeográfico de Mata Atlântica, em regiões com vegetação de vegetação sobre afloramentos rochosos.